# Маисян (област Ширак)
Вижте пояснителната страница за други значения на Маисян.
Маисян (на арменски: Մայիսյան) е село и община в Армения, област Ширак. Според Националната статистическа служба на Армения през 2012 г. има 1908 жители.

## Демография
Броят на населението в годините 1831–2004 е както следва: